# 안현석 (배드민턴인)
안현석(1984년 10월 26일~)은 대한민국의 배드민턴 선수 출신 배드민턴 지도자이다.